# Кулагина крепость
Кулагина крепость — бывшее оборонительное укрепление Российской империи на правом берегу Урала на территории современного Индерского района Атырауской области Казахстана.
Относится к укреплениям, построенным в 1743 году по плану Оренбургского губернатора И. И. Неплюева для сохранения завоёванных царской Россией земель от Урала до Каспия. Гарнизон крепости составлял порядка 500 человек. Крепость была огорожена деревянной бревенчатой стеной с выступами по углам. В выступах предполагалось установить артиллерию, прочие участки предназначались для ружейной обороны. 
После присоединения Казахстана к России Кулагина крепость потеряла оборонительное значение и осталась крепостью Уральской области. Ныне на месте крепости село Есбол (бывшее Кулагино).